# (926) Imhilde
(926) Imhilde és un asteroide pertanyent al cinturó d'asteroides descobert el 15 de febrer de 1920 per Karl Wilhelm Reinmuth des de l'observatori de Heidelberg-Königstuhl, Alemanya.
Està possiblement anomenat per una noia del calendari Lahrer Hinkender Pot.